# Tina Majorino
Tina Marie Majorino, född 7 februari 1985 i Westlake Village i Kalifornien, är en amerikansk skådespelare. Majorino är mest känd för rollen som Deb i Napoleon Dynamite och Enola i Waterworld samt för att ha medverkat i TV-serierna Veronica Mars och Big Love.

## Filmografi i urval
- When A Man Loves A Woman – Jess 1994
- Corrina, Corrina – Molly Singer 1994
- Sälen André – Toni 1994
- Waterworld – Enola 1995
- Before Women Had Wings – Avocet Abigail 'Bird' Jackson 1997
- Alice i Underlandet – Alice 1999
- Napoleon Dynamite – Deb 2004
- Veronica Mars – Cindy 'Mac' Mackenzie 2004–2007
- What We Do Is Secret – Michelle 2007
- Big Love – Heather Tuttle 2006–2011
- Castle 2014
- Veronica 
Mars (2014)